# السامي والقوي (فلم)
السامي والقوي (بالإنجليزية: The High and the Mighty) هو فيلم تم إنتاجه في الولايات المتحدة وصدر في سنة 1954.

## بطولة
- جون وين

### ترشيحات وجوائز
| السنة | الحدث  | الفئة               | النتيجة  |
| ----- | ------ | ------------------- | -------- |
|       | أوسكار | أفضل موسيقى تصويرية | فـــــوز |

## الميزانية والإيرادات
بلغت تكلفة إنتاج الفيلم حوالي 1.47 مليون دولار بينما حقق أرباحا تقدر بـ 8.5 مليون دولار.

## وصلات خارجية
- مقالات تستعمل روابط فنية بلا صلة مع ويكي بيانات